# Primula ruprechtii
Primula ruprechtii är en viveväxtart som beskrevs av Kusnez. och Vladimir Ippolitovich Lipsky. Primula ruprechtii ingår i släktet vivor, och familjen viveväxter. Inga underarter finns listade i Catalogue of Life.